# Třída Kamorta
Třída Kamorta (jinak též Projekt 28) je třída protiponorkových korvet indického námořnictva. Konstrukce plavidel byla vyvinuta v Indii a podíl indických komponentů u nich tvoří 90%. Do roku 2017 mají být dodány čtyři jednotky této třídy (dle serveru Global Security má na tento typ navázat stavba osmi jednotek modelu Projekt 28A).

## Stavba

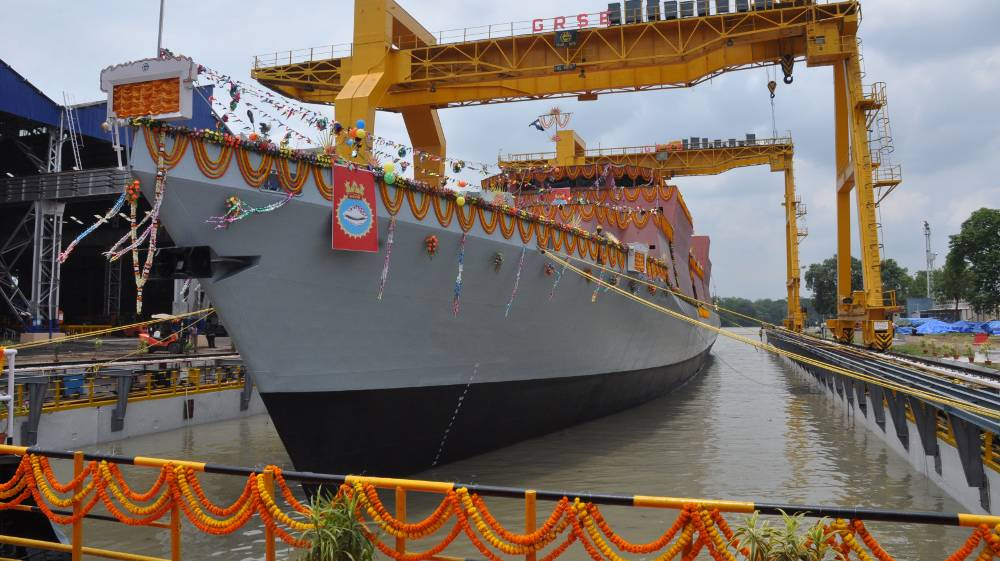
INS Kavaratti při spuštění na vodu

Vývoj korvet této třídy probíhá od roku 2003. Příprava materiálu pro stavbu první jednotky začala o dva roky později. Třídu staví indická loděnice Garden Reach Shipbuilders & Engineers (GRSE) v Kalkatě.
Prototypová jednotka INS Kamorta najela během zkoušek na mělčinu. Bylo oznámeno, že její zařazení do služby může být posunuto na pozdější termín. Indickému námořnictvu byla Kamorta předána v červenci 2014 a služby vstoupila 23. srpna 2014. Druhá jednotka následovala v listopadu 2015 a třetí v říjnu 2017.
Jednotky třídy Kamorta:
| Jméno               | Založení kýlu | Spuštěna        | Vstup do služby | Status  |
| ------------------- | ------------- | --------------- | --------------- | ------- |
| INS Kamorta (P28)   | 2006          | 9. dubna 2010   | 23. srpna 2014  | aktivní |
| INS Kadmatt (P29)   | 2007          | říjen 2011      | 7. ledna 2016   | aktivní |
| INS Kiltan (P30)    | 2010          | 26. března 2013 | 16. října 2017  | aktivní |
| INS Kavaratti (P31) | 2012          | 19. května 2015 | 22. října 2020  | aktivní |

## Konstrukce

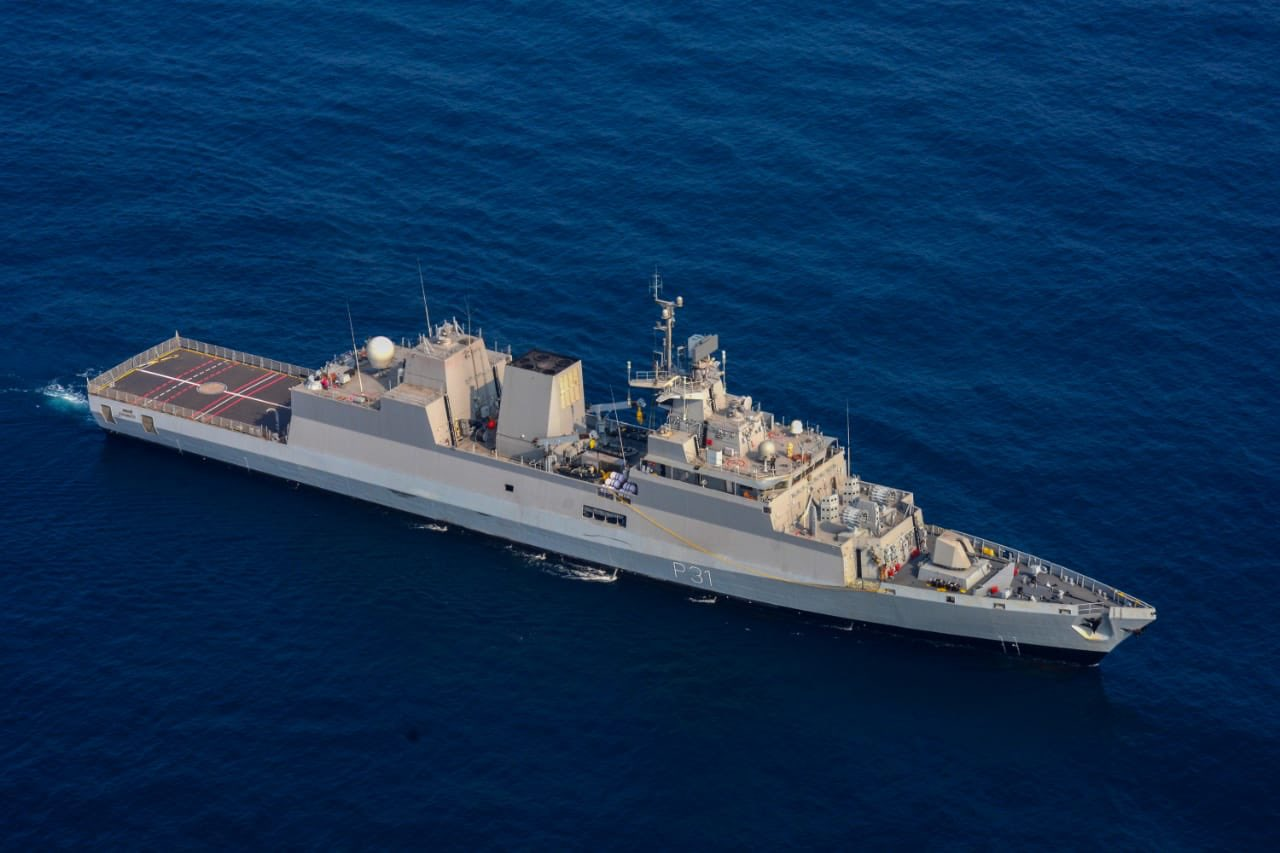
Kavaratti

Konstrukce plavidel je zhotovena z indické ocelové slitiny DMR 249A. Výzbroj tvoří jeden 76mm kanón OTO Melara v dělové věži na přídi. K blízké obraně slouží dva 30mm kanónové komplety AK-630M a dvě osminásobná vertikální vypouštěcí sila pro protiletadlové řízené střely Barak 1. K ničení ponorek slouží dva vrhače raketových hlubinných pum RBU-6000 a dva trojhlavňové 324mm torpédomety ILAS, ze kterých mohou být odpalována protiponorková torpéda EuroTorp MU90 Impact. Na zádi je rovněž přistávací plošina a hangár pro jeden střední vrtulník. Pohonný systém je koncepce CODAD. Tvoří ho čtyři diesely o výkonu 3888 kW a dva dieselgenerátory. Lodní šrouby jsou dva. Nejvyšší rychlost dosahuje 25 uzlů.